# Надёжка (район Магжана Жумабаева)
Надежка (каз. Надежка) — село в районе Магжана Жумабаева Северо-Казахстанской области Казахстана. Административный центр Надеждинского сельского округа. Код КАТО — 593663100.

## Население
В 1999 году население села составляло 1067 человек (505 мужчин и 563 женщины). По данным переписи 2009 года, в селе проживало 807 человек (392 мужчины и 415 женщин).